# 王汝玉
王 汝玉（おう じょぎょく、生年不詳 - 1415年）は、明代の文人・官僚。名は璲、字は汝玉で、字をもって通称された。号は青城山人。本貫は蘇州長洲県。

## 生涯
才知鋭敏で記憶力が強かった。若くして楊維楨に学問を受けた。17歳で郷試に及第した。建文4年（1402年）7月、応天府学訓導から翰林院五経博士に抜擢された。永楽元年（1403年）、翰林院検討に進んだ。永楽2年（1404年）4月、翰林院検討を兼ねたまま、右春坊右賛善に転じた。『永楽大典』の編纂に参加した。また詩人として皇太子朱高熾の特別の寵遇を受けた。皇太子が「神亀賦」を詠むよう群臣に命じると、汝玉が第一であり、解縉が次席であった。汝玉は毎日文華後殿で詩を賦す方法について太子に教え説いた。永楽7年（1409年）、『礼書』の編纂事業において制度を乱したとして罪に問われ、一兵士として辺境に流されることとなった。皇太子朱高熾が監国すると、汝玉はこれを赦され、翰林院典籍となった。ほどなく左賛善に進んだ。永楽13年（1415年）、解縉の罪に連座して、獄死した。洪熙元年（1425年）、太子賓客の位を追贈された。諡は文靖といった。著書に『青城山人詩集』8巻があった。